# Wat Tyler

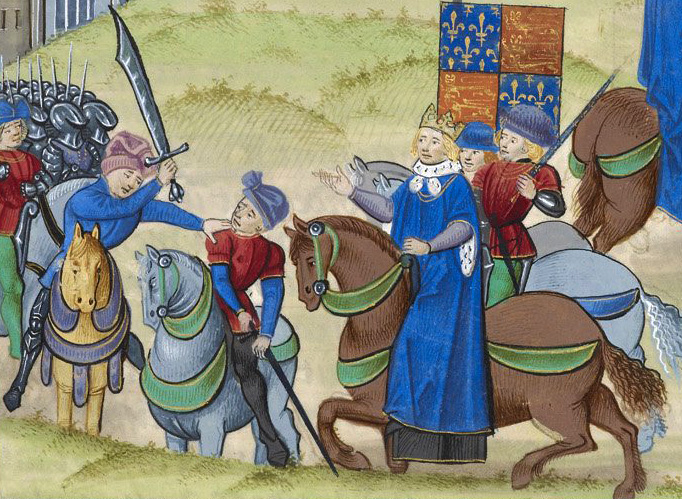
Smrt Wata Tylera.

Walter (Wat) Tyler (4. ledna 1341 – 15. června 1381) byl vůdce anglického selského povstání v roce 1381 během stoleté války. Vpadl do Londýna a dosáhl přechodných úspěchů, nakonec však byl zabit na příkaz krále Richarda II.

## Život
Wat Tyler pocházel z Kentu, o jeho životě před rokem 1381 není mnoho známo, za vlády Edvarda III. se pravděpodobně účastnil bojů ve Francii, kde se naučil válečnictví a strategii. Na jaře roku 1381 vypuklo na východě Anglie, v Essexu a Kentu selské povstání, vyvolané snahami šlechty o obnovu nevolnictví, a především zvýšením daně z hlavy, která měla být placena v trojnásobné výši než o čtyři roky dříve.
Na jaře roku 1381 se povstání rozšířilo k městu Maidston, kde Tyler žil.
Pro povstání Tylera získal jeden z povstaleckých vůdců, chudý venkovský kněz John Ball. Tyler měl dobré organizační schopnosti, povstalce vojensky zorganizoval a zavedl přísnou kázeň, zakázal jim mimo jiné loupit a rabovat.
Z Maidstonu táhl Tyler s povstalci na Canterbury, které dobyl. Ball a Tyler se zmocnili tamního arcibiskupa Sudburyho. Na jeho místo byl povstalci dosazen John Ball.
12. června přivedl Tyler své vojsko k Londýnu, cestou osvobodil vězně, většinou uprchlé nevolníky, z vězení v Marshalsea a v King’s Bench. Povstalci také ničili soupisy rolníků a další právní dokumenty. Londýnská chudina s Tylerem sympatizovala, ale starosta města Willaim Walworth vydal k povstalcům výzvu, že Londýn bude bránit.
13. června „arcibiskup“ Ball sloužil mši pod širým nebem a při kázání pronesl známý výrok proti nevolnictví a společenské nerovnosti: „Když Eva předla a Adam ryl, kdo tehdy vlastně pánem byl?“ (v originále: „When Adam delved, and Eve span. Who was then a gentleman?”)
Téhož dne vyslal Tyler posla ke králi Richardovi II. a zavázal se vydat rukojmí, aby zaručil, že nenapadne Londýn. Mladý král spolu se svými rádci připlul lodí k Rotherhithe, kde Tyler tábořil, ale promluvil k povstalcům pouze z paluby lodi, neodvážil se vystoupit na břeh.
Následující den povstalci vtrhli do Londýna, John Ball nechal spálit nevěstinec, který patřil starostovi Walworthovi, ale Tyler zabránil rabování a Walworthovi slíbil zaplatit za všechno jídlo pro povstalce. Zároveň nechal zničit Savojský palác, sídlo nenáviděného vévody Jana z Gentu a domy právníků.
Odpoledne se Tyler sešel s králem Richardem v Mile Endu. Tyler králi osobně předal petici, požadující zrušení nevolnictví, přeměnu roboty v peněžní rentu a všeobecnou amnestii. Richard petici přijal a předal Tylerovi svou korouhev, čímž dal najevo, že Tyler jedná jménem krále.
Tyler v Londýně nechal stít zajatého arcibiskupa Sudburyho, který byl zároveň lordem kancléřem, královského komořího a několik dalších šlechticů, označených za zrádce, často na základě udání. Byli sťati i někteří bohatí londýnští kupci a cechovní mistři. Došlo i k masakru vlámských soukeníků a lombardských penězoměnců, žijících v Londýně.
Zastrašený starosta Walworth začal spolupracovat s králem a jeho radou, cílem bylo zničení Tylera. Walworth Tylerovi vzkázal, že se s ním král sejde na Smithfieldském poli, kam měl Wat Tyler dorazit sám, bez své armády.
Wat Tyler skutečně přijel sám a požadoval po králi další radikální kroky jako zrušení stavů a zabavení církevních majetků, které měly být rozděleny mezi lid. Církev měla být zbavena majetku a v celé Anglii měl být jen jeden biskup - John Ball.
Tyto požadavky byly pro Richarda II. nepřijatelné, Tyler byl označen za loupežníka a zrádce a ve chvíli, kdy pil, jej král nařídil zatknout. Zatímco Tyler sahal po zbrani, zezadu se k němu přiblížil londýnský starosta Walworth a probodl jej.
Co se stalo s jeho tělem, není známo.
Po Tylerově zabití vypukl mezi povstalci zmatek, Richard II. projevil chladnokrevnost, s níž se mu podařilo k davu promluvit a vyzvat ho ke složení zbraní. Několik stovek povstalců bylo v následujících dnech zabito, John Ball byl o měsíc později dopaden a v Coventry popraven rozčtvrcením. Zrušení nevolnictví a roboty se tak nepodařilo dosáhnout.